# Ranemsletta
Ranemsletta è un villaggio della Norvegia, situato nella municipalità di Overhalla, nella contea di Trøndelag.